# Прилиманский
Прилиманский  — посёлок в Щербиновском районе Краснодарского края России.
Входит в состав Щербиновского сельского поселения.

## География
Посёлок расположен на южном берегу Ейского лимана. С юга непосредственно примыкает к административному центру поселения — посёлку Щербиновскому, отдёлён от него железнодорожной линией.
В посёлке две улицы: Береговая и Пашинского.

## Население
| 2002 | 2010 |
| ---- | ---- |
| 99   | ↘57  |